# Santa Maria del Sòl del Pont
Santa Maria del Sol del Pont és una església barroca de Roda de Ter (Osona) inclosa a l'Inventari del Patrimoni Arquitectònic de Catalunya.

## Descripció
Edifici religiós. Capella de nau única de 17,5 m de llargada per 7,5 m d'amplada. L'interior està cobert amb volta i el primer tram és ocupat pel cor, al presbiteri hi ha un retaule de guix que representa la infància del nen Jesús, també hi ha un cambril. Les parets de l'església estan pintades i decorades amb mosaics.
A la façana hi ha un portal d'entrada de forma rectangular, una fornícula sense imatge, un òcul, dues finestres i un campanar d'espadanya. La façana està decorada amb esgrafiats, recentment restaurats. A l'altar hi ha una Verge gòtica, feta al voltant de 1350.

## Història
L'origen del culte a aquesta Verge és molt antic. S'havia erigit un pedró en honor seu, al cap del pont, a finals del segle xi, moment en què s'esculpí una imatge que hi romangué fins a l'any 1936. Al segle xii (1177) s'hi construí una petita capella. Al segle xiv, en ser destruïda l'església de Sant Pere de l'Esquerda degut a unes lluites feudals, aquest santuari es convertí en església parroquial, actual església de Sant Pere.
Al 1350 es decidí crear una nova capella en honor d'aquesta Verge, al sòl del pont, solar on es troba la capella actual que es construí vers el 1729. La façana, i concretament la fornícula daten del 1786, al 1880 se li afegí el cambril i l'any 1894 es construí un nou retaule que venia a substituir-ne un del 1736 i que també fou destruït durant la profanació de l'última Guerra Civil. L'any 1943 se'n feu un de nou.